# Sarroux
Sarroux foi uma comuna francesa na região administrativa da Nova Aquitânia, no departamento de Corrèze. Estendia-se por uma área de 23,76 km². Em 2010 a comuna tinha 864 habitantes (densidade: 36,4 hab./km²).
Em 1 de janeiro de 2017, passou a formar parte da nova comuna de Sarroux-Saint Julien.